# Ромоданово (Мордовия)
Ромода́ново (эрз. Рамаданбуе) — посёлок (с 1958 года до 2013 года посёлок городского типа, до 1958 года село), административный центр Ромодановского района Мордовии. Образует Ромодановское сельское поселение.
Статус рабочего посёлка село Ромоданово получило 6 сентября 1958 года после объединения с посёлками Красный Узел, МТС и деревней Торбеевкой. С 30 января 2013 года посёлок сельского типа.

## География
Расположен на обоих берегах реки Инсар, в 28 км по прямой и в 31 км по автодороге северо-восточнее столицы республики города Саранска, с которым соединён автомобильной и железной дорогами.
Средняя температура января -11,4°С, июля +19,4°С

## Население
| \| 1959[3] \| 1970[4] \| 1979[5] \| 1989[6] \| 2002[7] \| 2009[8] \| 2010[7] \| \| -------- \| -------- \| -------- \| -------- \| -------- \| -------- \| -------- \| \| 7045 \| ↗10 432 \| ↘9292 \| ↗10 083 \| ↘9871 \| ↘9409 \| ↗9410 \| \| 2012[9] \| 2013[10] \| 2014[11] \| 2015[12] \| 2016[13] \| 2017[14] \| 2018[15] \| \| ↘9284 \| ↘9208 \| ↘9163 \| ↘9116 \| ↘9112 \| ↘8984 \| ↘8868 \| \| 2019[16] \| 2020[17] \| 2021[1] \| \| \| \| \| \| ↘8802 \| ↘8717 \| ↗9139 \| \| \| \| \| 2500 5000 7500 10 000 12 500 15 000 1970 2010 2016 2021 |         |       |         |       |       |       |
| 1959 | 1970    | 1979  | 1989    | 2002  | 2009  | 2010  |
| 7045 | ↗10 432 | ↘9292 | ↗10 083 | ↘9871 | ↘9409 | ↗9410 |
| 2012 | 2013    | 2014  | 2015    | 2016  | 2017  | 2018  |
| ↘9284 | ↘9208   | ↘9163 | ↘9116   | ↘9112 | ↘8984 | ↘8868 |
| 2019 | 2020    | 2021  |         |       |       |       |
| ↘8802 | ↘8717   | ↗9139 |         |       |       |       |

## История
Населённый пункт основан в 1535 году.
6 сентября 1958 года преобразован в посёлок городского типа (рабочий посёлок) с включением в его черту населённого пункта Торбеевка, посёлка МТС и посёлка Красный Узел.
Первое документальное упоминание о Ромоданове относится к 1622 году. В XVII в. имел 3 названия: Кош-Помра (от эрз. кож помра «сухая роща»), Никольское (по названию церкви) и Ромоданово (название-антропоним: по фамилии князей Ромодановских — владельцев села, о чём свидетельствует «Жалованная грамота царя Михаила Фёдоровича, данная стольнику князю И. И. Ромодановскому на пожалованные земли» (1622) в д. Кош-Помра Алатырского уезда). Князь Ромодановский ближайший сподвижник Петра первого, был кесарем во время отсутствия Петра первого в заграничной поездке. В 1704 г. селом владели Наумовы, с 1760-х гг. — несколько помещиков. С 1780 г. Ромоданово — в составе Шишкеевского уезда. Заметное влияние на хозяйственное и культурное развитие Ромоданова оказали Филатовы. В Отечественной войне 1812 г. участвовали местные землевладельцы — полковник Л. А. Безобразов, подполковник М. Ф. Филатов, Н. А. Столыпин и др., многие рекруты из Ромоданова и близлежащих селений. В 1830 г. в состав Ромоданова вошла д. Китаевка. К 1880 г. Ромоданово было крупным селом, где действовали земское училище, участковая больница и библиотека. В 1893 г. на окраине Ромоданова был проложен участок железной дороги Москва — Казань, с 1903 г. станция Ромоданово (Тимирязево, позднее Красный Узел) стала узловой и сыграла большую роль в экономическом и политическом развитии Ромоданова. В начале 1900-х гг. помещик М. Н. Филатов основал здесь мясо-молочное хозяйство, в 1910 г. построил винокуренный завод (здание сохранилось). На средства прихожан была возведена каменная (ранее действовала деревянная) 2-престольная (главная — Святого Николая Чудотворца, в приделе — Казанской Божьей Матери) церковь с колокольней. У церкви имелось около 40 десятин земли, доход с которой составлял 360 руб. (1913). В церковной библиотеке были 15 книг для чтения. В приходском земском училище обучались 90 мальчиков и 56 девочек (1913).
В 1918 г. была создана партийная ячейка; военный отряд из Ромоданово участвовал в подавлении крестьянского восстания в с. Лада. В 1920-х гг. был введён в строй спиртзавод. В 1929 г. был образован колхоз «12 годовщина Октября», в 1930 г. — ещё 3, с 1950 г. — укрупненное хозяйство им. Калинина, 1959 г. — откормочный совхоз «Ромодановский», 1961 г. — «Свекловичный», с 1999 г. — ОАО «Ромодановский сахар и Ко». В годы Великой Отечественной войны в Ромоданове размещался эвакогоспиталь № 1633. В боях участвовал Ромодановский стрелковый полк.

## Инфраструктура
В 2002 г. в Ромоданове действовали ОАО «Агропромышленное объединение «Элеком», ЗАО «Ромодановский сахарный завод», спиртовой, 2 хлебных, асфальтовый заводы, комбинат хлебопродуктов, хлебоприёмный пункт, трикотажная фабрика, вагоноремонтное депо, РТС, ТЭЦ, типография, МСО, КБО, ветеринарная лечебница.

## Образование и культура
3 средние школы, школа искусств, профессиональное училище, районная детская библиотека, 2 больницы, поликлиника, Дом культуры, кинотеатр; историко-краеведческий музей, Парк культуры и отдыха им. В. П. Филатова; памятники воинам, погибшим в годы Великой Отечественной войны, В. И. Ленину, Т. Бибиной, первому комсомольцу И. Т. Кирееву; Казанская церковь.

## Транспорт
В посёлке находится станция Красный Узел Горьковской железной дороги (код 24700). Первая станция после границы с Куйбышевской железной дорогой.

## Люди, связанные с Ромоданово
Ромоданово — родина Героев Советского Союза М. П. Боронина, Н. Я. Касаткина, заслуженных врачей РСФСР и МАССР В. А. Игнатьева, МАССР М. М. Лещугиной, учёных Н. Н. Молина, Ю. Н. Молина, А. В. Харитонова, заслуженных учителей РСФСР Е. А. Годиной, Г. И. Хазовой, МАССР Н. М. Кузнецовой, мастера производственного обучения А. И. Софьина, заслуженного работника культуры Республики Мордовия Л. И. Маркиной, скульптора Н. М. Обухова.